# Per Victor Widengren
Per Victor Widengren, född 14 januari 1909 i Vingåker, död 25 april 1976 i Österrike, var en svensk racerförare. 
Widengren var företagare i textilindustrin. I mitten av 1930-talet var han framgångsrik med sin Alfa Romeo Monza i de vinter-grand prix som kördes på snö och is i Norden.